# Prumnopitys andina
Prumnopitys andina là một loài thực vật hạt trần trong họ Thông tre. Loài này được (Poepp. ex Endl.) de Laub. miêu tả khoa học đầu tiên năm 1978.